# Chiesa di San Gavino al Cornocchio
La chiesa di San Gavino al Cornocchio è una chiesa di Scarperia, nella città metropolitana di Firenze. Fu fatta edificare nel XIII secolo da un ramo della famiglia degli Ubaldini, poco fuori dal paese di Scarperia.
Presenta all'esterno un loggiato ed oggi si trova integrata in un complesso di edifici colonici utilizzati in agricoltura, ma nel periodo antecedente al Seicento il suo corpo era ben delimitato.
Conserva all'interno un dipinto raffigurante il Martirio di san Gavino.